# Muri
Muri é uma comuna da Suíça, no Cantão Argóvia, com cerca de 6.447 habitantes. Estende-se por uma área de 12,34 km², de densidade populacional de 522 hab/km². Confina com as seguintes comunas: Aristau, Benzenschwil, Boswil, Buttwil, Geltwil, Merenschwand.
A língua oficial nesta comuna é o Alemão.